# تصفيات كأس العالم 2006 - آسيا الدور الرابع
الدور الرابع من تصفيات آسيا المؤهل إلى بطولة كأس العالم لكرة القدم 2006 في ألمانيا. أقيمت المباراتين في 8 و 12 أكتوبر 2005 بين المنتخبين الذين احتلا المركز الثالث في مجموعتي الدور الثالث.
الفائز في مجموع المباراتين يتأهل إلى المحلق القاري لمواجهة صاحب المركز الرابع في تصفيات أمريكا الشمالية.

## الدور الرابع
| أوزبكستان          | 1 – 1     | البحرين       |
| ------------------ | --------- | ------------- |
| ماكسيم شاتسكيخ 19' | (التقرير) | طلال يوسف 17' |

| البحرين | 0 – 0     | أوزبكستان |
| ------- | --------- | --------- |
|         | (التقرير) |           |

فاز منتخب البحرين 1-1 بفضل الهدف الاعتباري وتأهل إلى الملحق القاري.